# Hugo Montenegro
Hugo Mario Montenegro  (n. 2 septembrie 1925, New York City, New York, SUA – d. 6 februarie 1981, Palm Springs⁠(d), California, SUA) a fost un compozitor și dirijor american.